# Galaxy Records
Galaxy Records was een Amerikaans platenlabel, dat jazz en rhythm & blues uitbracht.
Het label werd in 1951 als een sublabel van Fantasy Records opgericht: het was vernoemd naar een sciencefictionblad. Het bracht jazzplaten uit. Het was vanaf 1961 een label voor gospel en rhythm & blues om na 1978 een nieuw leven te krijgen als label voor, opnieuw, jazz. Tot midden jaren tachtig verkreeg het ook enige aanzien dankzij de release van albums van vooral Tommy Flanagan en Art Pepper. Andere musici op Galaxy in die tijd waren onder meer Nat Adderley, Chet Baker, Ron Carter, Johnny Griffin, Hank Jones, Philly Joe Jones, Shelly Manne en Cal Tjader.
De catalogus van Halaxy is nu in handen van Concord Music.